# Iuri Rudov
Iuri Rudov   (Taganrog, 17 de gener de 1931 - Moscou, 26 de març de 2013) fou un tirador d'esgrima rus, especialista en floret, que va competir sota bandera de la Unió Soviètica durant les dècades de 1950 i 1960.
El 1956 va prendre part en els Jocs Olímpics d'Estiu de Melbourne, on disputà dues proves del programa d'esgrima. Fou cinquè en la prova de floret per equips, mentre en la prova del floret individual quedà eliminat en sèries. Quatre anys més tard, als Jocs de Roma, va guanyar la medalla d'or en la prova del floret per equips.
En el seu palmarès també destaquen quatre medalles al Campionat del Món d'esgrima, tres d'or i una de plata, entre les edicions de 1959 i 1963, així com el campionat soviètic de 1960.